# 1309 Hyperborea
1309 Hyperborea este o planetă minoră (asteroid), cu un diametru de 57,57 km, din centura de asteroizi. A fost descoperită pe 11 octombrie 1931 la Simeiizka observatoria⁠(d) de Grigori N. Neuimin și a fost numită după Hiperborea. 
Obiectul prezintă o orbită caracterizată de o semiaxă mare de 3,2059529 UAi, o excentricitate de 0,151792, o înclinație de 10,291 ° în raport cu ecliptica.